# In vino veritas

In vino veritas este un proverb latin, având semnificația: „în vin (se află) adevărul”.
Semnificația acestui proverb este că atunci când o persoană este in stare de ebrietate, frânele sale inhibitorii sunt relaxate., astfel aceasta poate dezvălui cu ușurință lucruri pe care nu le-ar spune atunci când e sobră.

## Legături externe
- Materiale media legate de In vino veritas la Wikimedia Commons